# Aglais salmonicolor
Aglais salmonicolor är en fjärilsart som beskrevs av Raynor 1906. Aglais salmonicolor ingår i släktet Aglais och familjen praktfjärilar. Inga underarter finns listade i Catalogue of Life.